# Pomnik Jana Matejki w Warszawie
Pomnik Jana Matejki – pomnik znajdujący się przy ulicy Puławskiej, w pobliżu ulicy Morskie Oko, w dzielnicy Mokotów w Warszawie. 

## Opis
Pomnik, którego projekt wykonał w roku 1989 Marian Konieczny, został wykonany w roku 1995 w Gliwickich Zakładach Urządzeń Technicznych w Gliwicach. Inicjatorem ustawienia pomnika było Towarzystwo Opieki nad Zabytkami.
Monument został odsłonięty 3 maja 1994. Przedstawia stojącego na cokole Jana Matejkę, który trzyma paletę w lewej i pędzel w prawej dłoni, oraz siedzącego przy cokole Stańczyka.